# Gazeta Ludowa (1892–1902)
Gazeta Ludowa – tygodnik społeczno-kulturalny i polityczny wydawany w latach 1892–1902 w Ełku.

## Historia
Gazeta Ludowa była pismem ruchu polskiego na Mazurach w Prusach Wschodnich. Wśród założycieli był Alfons Parczewski i Bogumił Labusz. W miejsce zlikwidowanych „Nowin Śląskich”, chętnie czytanych przez Mazurów w Prusach Wschodnich, założono nowa gazetę – „Gazetę Ludową”. Redaktorem został Karol Bahrke, a potem Gustaw Paweł Neuhaus-Nowodworski i Hugon Bahrke. Tygodnik finansowany był głównie z Warszawy. Gazeta Ludowa przejęła czytelników, upadłej w 1892 „Gazety Leckiej”. Nakład około 2 tys. egz. W 1897 w powiecie ełckim, piskim i szczycieńskim było 66 abonentów, 2624 egzemplarze rozprowadzano bezpłatnie. W 1900 miało 250 abonentów.
Głównym celem Gazety Ludowej było pozyskanie Mazurów dla polskości, wzbudzenie świadomości ich przynależności do narodu polskiego oraz połączenie spraw narodowych ze społeczno-politycznymi. W piśmie często odwoływano się do Gustawa Gizewiusza i Krzysztofa Celestyna Mrongowiusza oraz do czasopisma „Przyjaciel Ludu Łecki”. Gazeta upadła w 1902. Jej następcą był „Goniec Mazurski”, a później „Mazur”.

## Kurs polityczny
W drugim numerze pisma odniesiono się do kwestii lojalności wobec tronu. Napisano wówczas, że Mazurzy to wierni poddani cesarza, nie zainteresowani sprawą wskrzeszenia Polski, zwłaszcza w kontekście tego, że w I Rzeczypospolitej chłopstwu miało się źle powodzić. Rządy Fryderyka II postrzegano jako dużo bardziej sprawiedliwe dla chłopów. Ta wierność monarsze była jednak wyrachowana, stanowiła argument w walce o prawa językowe i narodowe, których podważenie mogłoby zaowocować wzrostem ruchów socjalistycznych. W miarę zwiększania się nacisku germanizacyjnego stosunek do cesarza (już Wilhelma II) ulegał ochłodzeniu. Jego tytulatura początkowo brzmiąca najmiłościwszy cesarz nasz ograniczyła się najpierw do cesarz nasz, a ostatecznie tylko cesarz. Z satysfakcją zaczęto też informować o coraz liczniejszych procesach o obrazę majestatu.
Najczęściej stosowanym określeniem czytelników było na łamach lud polsko-ewangelicki. Sformułowanie lud mazurski stosowano znacznie rzadziej. Wynikało to z faktu, że gazeta była adresowana również do polskiego czytelnika ewangelickiego na Śląsku Cieszyńskim, w Westfalii, na Dolnym Śląsku, w Berlinie oraz w Wielkim Księstwie Poznańskim. Chciano też podkreślić, że Mazurzy nie są jedynymi polskimi ewangelikami, że mają braci w wierze w innych regionach Polski pod zaborami oraz, że nie należy bezwarunkowo powiązywać polskości z katolicyzmem. Myśl polityczna gazety w kwestiach politycznych zbliżona była do programu sformułowanego już przez Wojciecha Kętrzyńskiego, który doradzał neutralność wobec Kościoła katolickiego. Co więcej, tytuł wyrażał pewną sympatię do katolicyzmu i próbował niwelować narosłe przez wieki u Mazurów uprzedzenia do tej religii. Niektórzy przeciwnicy gazety oskarżali nawet redakcję o próbę katolicyzacji Mazurów. Michał Kajka walczył z tym poglądem, pisząc, że chodzi o braterstwo mowy między katolikami i protestantami oraz o zgodę narodową, a nie o jedność wyznania.
Od pierwszych numerów redakcja podkreślała, że Mazurzy oraz ewangelicy polscy są Polakami o czym świadczy m.in. osadnictwo z Mazowsza i Lubawszczyzny, a przede wszystkim język, będący czynnikiem obiektywnym w odróżnieniu od subiektywnej świadomości narodowej. Odwoływano się w tym względzie do woli Boga: nie po to stworzył on polską mowę i naród, by teraz ktoś miał niszczyć to dzieło. Naruszanie planu bożego może wywołać gniew Stwórcy i jego karę. Michał Kajka podkreślał, że wraz z upadkiem mowy ojczystej rodzi się bezbożnictwo, zepsucie obyczajów i upadek tradycji rodzinnych. Sam Marcin Luter nauczał wszak nie po łacinie, ale w języku narodowym. Argumentacja redakcyjna wskazywała więc, że to język polski miał bronić ewangelicyzmu, a religia protestancka miała stać na straży języka polskiego.

## Inne czasopisma
Gazeta Ludowa – gazeta Polskiego Stronnictwa Ludowego, wychodziła od 4 listopada 1945 do listopada 1947 r. Redaktorem naczelnym był Zygmunt Augustyński, a w członkiem zespołu redakcyjnego był m.in. Władysław Bartoszewski. Nakład gazety wynosił 70 tys. egzemplarzy.
Gazeta Ludowa – serwis internetowy, nawiązujący do tradycji Gazety Ludowej.